# 三氟化砷
三氟化砷是一种砷和氟形成的无机化合物，化学式为AsF3。这是一种无色液体，易与水发生反应。

## 制备和性质
三氟化砷可由氟化氢与三氧化二砷反应制得：
6HF + As2O3 → 2AsF3 + 3H2O
它在气相中具有三角锥形的空间构型，而固态也存在这种结构。在气相中As-F键的键长为170.6 pm，F-As-F键的键角为96.2°。
三氟化砷用作将非金属氯化物转化为氟化物的氟化剂，不过反应活性比SbF3要低一些。
目前已制得含有AsF4−阴离子的盐，例如CsAsF4。钾盐KAs2F7可由KF和AsF3反应制得，其中含有AsF4−和AsF3分子，因为有证据能显示出AsF3分子和阴离子的相互作用。
三氟化砷能与SbF5形成离子型的加合物[AsF2+][SbF6−]。